# Кармін (Косцянський повіт)
Кармін (пол. Karmin) — село в Польщі, у гміні Сміґель Косцянського повіту Великопольського воєводства.
Населення — 218 осіб (2011).
У 1975-1998 роках село належало до Лешненського воєводства.

## Демографія
Демографічна структура станом на 31 березня 2011 року:
|          | Загалом | Допрацездатний вік | Працездатний вік | Постпрацездатний вік |
| -------- | ------- | ------------------ | ---------------- | -------------------- |
| Чоловіки | 116     | 21                 | 84               | 11                   |
| Жінки    | 102     | 20                 | 66               | 16                   |
| Разом    | 218     | 41                 | 150              | 27                   |